# Jesse Curran
Jesse Curran (* 16. Juli 1996 in Burnie) ist ein australisch-philippinischer Fußballspieler.

## Karriere

### Verein
Jesse Curran wurde als Sohn eines schottischen Vaters und einer philippinischen Mutter in Burnie auf Tasmanien geboren. Er spielte in seiner Jugend für Devonport City, Blacktown City und die Central Coast Mariners. Für die Mariners spielte Curran unter anderem in der National Youth League. Im März 2015 wechselte er nach Schottland zum FC Dundee, nachdem er ein Probetraining absolviert hatte. Sein Debüt als Profi gab er am 3. Oktober 2015 im Erstligaspiel gegen den FC Motherwell als er für Kevin Thomson eingewechselt wurde. Im November desselben Jahres war er per Leihe beim schottischen Viertligisten FC Montrose. Für den Verein spielte er dreimal in der League Two. Nach seiner Rückkehr nach Dundee kam er unter Paul Hartley zu zwei weiteren Einsätzen in der 1. Liga. In der neuen Saison kam er für Dundee jeweils in einer Partie im Ligapokal (30. Juli 2016) und in der Liga (10. Dezember 2016). Von März bis April 2017 wurde Curran an den Drittligisten FC East Fife verliehen. In der Saison 2017/18 kam er auf acht Spiele für den FC Dundee. In der darauf folgenden Spielzeit konnte sich der Australier einen Stammplatz in der Mannschaft erkämpfen. Im Dezember 2018 gelang ihm in der Partie gegen Hamilton Academical sein erstes Tor im Profibereich. Nachdem er von Juli 2019 bis Dezember 2019 vereinslos war, unterschrieb er im Januar 2020 einen Vertrag bei Muangthong United. Der thailändische Verein aus Pak Kret, einem nördlichen Vorort der Hauptstadt Bangkok, spielt in der höchsten Liga des Landes, der Thai League. Im gleichen Monat wurde er an den in der Thai League 2 spielenden Udon Thani FC aus Udon Thani ausgeliehen. Nach 16 Zweitligaspielen wechselte er Ende Dezember ebenfalls auf Leihbasis zum Erstligisten Nakhon Ratchasima FC nach Nakhon Ratchasima. Im Juni 2021 kehrte er zu Muangthong United zurück. Hier bestritt er bis zum Jahresende 13 Ligapartien und wechselte dann am 20. Februar 2022 weiter zum Erstligisten Kaya FC-Iloilo auf die Philippinen. Dort kam er allerdings nur zu drei Einsätzen im AFC Cup und so ging Curran knapp fünf Monate später zurück nach Thailand, wo er sich dem Erstligisten BG Pathum United FC anschloss. Am 6. August 2022 gewann er mit BG den Thailand Champions Cup. Das Spiel gegen Buriram United im 80th Birthday Stadium in Nakhon Ratchasima gewann man mit 3:2. Im Dezember 2022 wechselte er auf Leihbasis zum ebenfalls in der ersten Liga spielenden Chonburi FC. Für den Klub aus Chonburi bestritt er zehn Erstligaspiele. Nach der Ausleihe kehrte er zu BG zurück. Im Sommer 2023 wurde sein Vertrag BG nicht verlängert. Im Juli 2023 unterschrieb er einen Vertrag beim ebenfalls in der ersten Liga spielenden Ratchaburi FC.

### Nationalmannschaft
Am 29. März 2022 gab der Mittelfeldspieler sein Debüt für die philippinische A-Nationalmannschaft in einem Testspiel gegen Singapur. Bei der 0:2-Auswärtsniederlage kam Curran über die kompletten 90 Minuten zum Einsatz. Das erste Pflichtspiel folgte zwei Monate später in der 3. Qualifikationsrunde zur Asienmeisterschaft gegen den Jemen (0:0).

## Erfolge
BG Pathum United FC
- Thailändischer Supercup-Sieger: 2022